# Música de Egipto

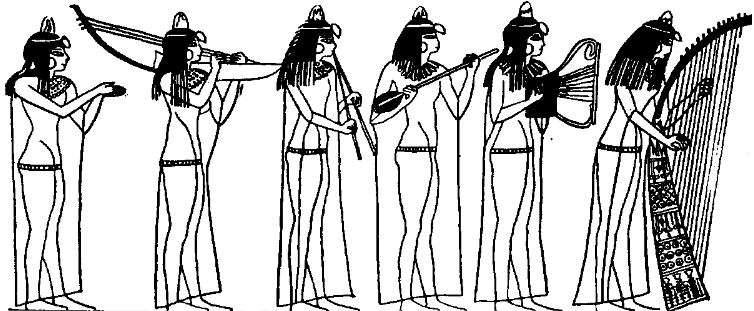
Instrumentos egipcios

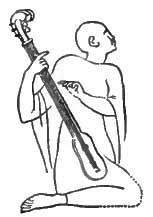
Guitarra egipcia antigua

La música de Egipto ha sido una parte integral de su cultura desde la antigüedad. La Biblia documenta los instrumentos tocados por los antiguos hebreos, los cuales están correlacionados con la arqueología egipcia. La música egipcia probablemente tuvo un impacto significativo en el desarrollo de la música griega antigua, y a través de los griegos empezó a desarrollarse la música europea primitiva hasta la Edad Media. La música moderna de Egipto se considera un núcleo fundamental de la música árabe y oriental, ya que ha sido una fuente o una influencia importante en la región. La estructura tonal de la música árabe oriental está definida por el maqam, sistema de modos melódicos similar al utilizado en occidente.

## Historia

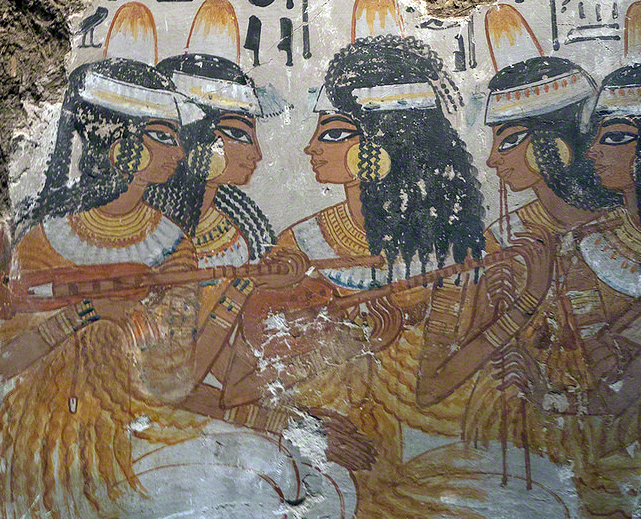
Intérpretes de laúd en una pintura encontrada en la tumba de Nebanum, un noble de la Dinastía XVIII.

Los antiguos egipcios atribuyeron a la diosa Bat la invención de la música. El culto de Bat fue fusionado con el de Hathor, pues ambos eran representados con forma de vaca. Se cree que la música de Hathor fue utilizada por Osiris como parte de su esfuerzo por civilizar al mundo. La diosa leona Bastet también era considerada una diosa musical.

### Periodo neolítico
En el Egipto prehistórico, la música y el canto se usaban comúnmente en la magia y los rituales. Los ritmos durante este tiempo eran invariables y la música servía para crear el ritmo. Se utilizaban para su ejecución pequeñas conchas, con el fin de generar sonidos similares a silbidos.

### Periodo predinástico
Durante el período predinástico de la historia egipcia, los cantos funerarios siguieron desempeñando un papel importante en la religión y fueron acompañados por palmas o por el sonido de las flautas. A pesar de la falta de evidencia física en algunos casos, los egiptólogos han teorizado que el desarrollo de ciertos instrumentos conocidos del Reino Antiguo, como la flauta de punta, tuvieron lugar durante esta época.

### Imperio Antiguo
Las evidencias indican que los instrumentos tocados en el Imperio Antiguo de Egipto incluían arpas, flautas y clarinetes. Los instrumentos de percusión y laúdes fueron agregados a las orquestas en la época del Imperio Medio. a la música y la danza con frecuencia, como todavía lo hacen en Egipto en la actualidad.

### Música medieval
La música árabe primitiva estaba influenciada por formas bizantinas y persas, que a su vez estaban fuertemente influenciadas por la música griega, semítica y egipcia antigua.
Los egipcios en El Cairo medieval creían que la música ejercía «un efecto demasiado poderoso sobre las pasiones y guiaba a los hombres hacia la alegría, la disipación y el vicio». Sin embargo, a los egipcios en general les gustaba mucho la música. Aunque, según E.W. Lane, ningún "hombre sensato" se convertiría en músico, la música era una parte importante de la sociedad. Comerciantes de todo tipo recurrían a la música para amenizar sus labores y las escuelas enseñaban el Corán cantando.
La música del Egipto medieval derivó de las tradiciones griegas y persas. Lane afirma que «la peculiaridad más notable del sistema de música árabe es la división de tonos en tercios", aunque hoy en día los musicólogos occidentales prefieren afirmar que los tonos de la música árabe se dividen en partes. Las canciones de este período fueron similares en sonido y simpleza, dentro de una pequeña gama de tonos. La canción egipcia, aunque simple en su forma, es embellecida por el cantante.
A los músicos profesionales durante este período se les conocía como Alateeyeh (plural) o Alatee (singular), que significa «un músico con un instrumento». Sin embargo, este nombre se aplicaba tanto a los cantantes como a los instrumentistas. Debido a las estrictas normas de la sociedad egipcia, esta ocupación era considerada de mala reputación y humilde. Sin embargo, los músicos encontraban trabajo cantando o tocando en fiestas para entretener a las multitudes. En general ganaban tres chelines por noche, pero también recibían regalos de parte de los invitados.
Las músicas profesionales femeninas eran conocidas como Awalim o Al'meh, que significa «una mujer docta». Estas cantantes solían ser contratadas con motivo de una celebración en el harén de una persona adinerada. No eran ubicadas con el harén, sino en una habitación elevada oculta a la vista del harén y del dueño de la casa. Las músicas femeninas recibían un mejor pago que los músicos masculinos y eran mejor consideradas socialmente. Lane relata un ejemplo de una mujer intérprete que sorprendió tanto a su audiencia, que llegó a ganar cincuenta guineas en una sola presentación.

### Música moderna

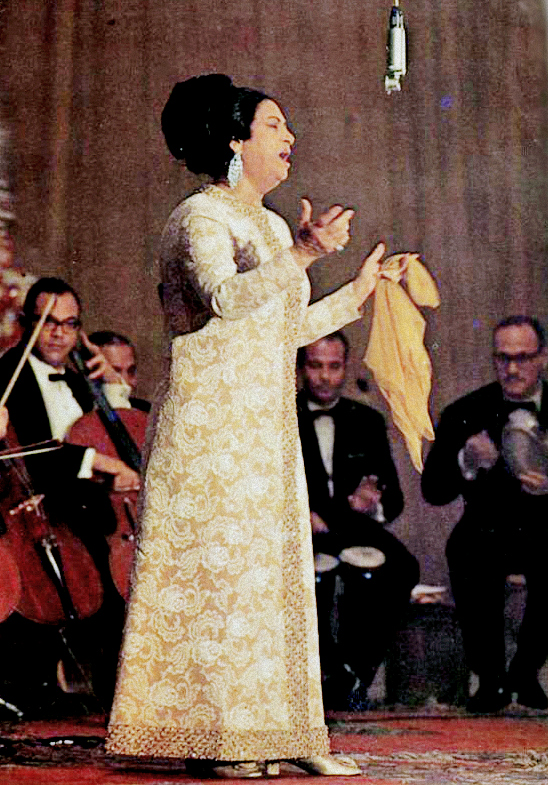
Umm Kulthum, popular cantante y compositora egipcia conocida como «La reina del oriente».

En la segunda mitad del siglo XIX surgió un género de música popular conocido como Hasaballah, iniciado por el clarinetista Mohammad Hasaballah en las calles de El Cairo. La formación típica de trompeta, trombón, bajo y caja era muy popular en los eventos familiares en esa época e incluso todavía se utiliza.
La música egipcia comenzó a grabarse en la década de 1910, cuando Egipto todavía formaba parte del Imperio Otomano. Los cosmopolitas otomanos fomentaron el desarrollo de las artes, alentando a las mujeres y a las minorías a desarrollar sus habilidades musicales. Tras la caída del imperio, la tradición musical clásica de Egipto ya estaba prosperando, centrada primordialmente en la ciudad de El Cairo. En general, la música egipcia moderna combina sus tradiciones indígenas con elementos turcos, árabes y occidentales.
Desde el final de la Primera Guerra Mundial, algunas de las estrellas musicales más grandes de Oriente Medio han sido egipcias. La música egipcia contemporánea se remonta a la obra creativa de luminarias como Abdu-l Hamuli, Almaz y Mahmud Osman, todos patrocinados por el virrey otomano Ismail Pachá. Esta obra influyó notablemente en el trabajo posterior de importantes compositores egipcios como Sayed Darwish, Umm Kulthum, Mohammad Abdel Wahab, Abdel Halim Hafez y Zakariyya Ahmad. La mayoría de estas estrellas, entre ellas Umm Kulthum y Najat Al Saghira, formaron parte de la tradición musical clásica egipcia y árabe. Algunos, como Abd el-Halim Hafez, fueron asociados con el movimiento nacionalista egipcio desde 1952 en adelante. Entre los intérpretes más modernos están Amr Diab, Ehab Tawfik, Mai Farouk y Amal Maher.

## Música religiosa en Egipto
La música religiosa sigue siendo una parte esencial de las celebraciones tradicionales musulmanas y cristianas en Egipto. A este tipo de celebración se le conoce como mulid y se utilizan para rendir tributo al santo de una iglesia en particular. Los mulid musulmanes están relacionados con el ritual sufí del Dhikr. La flauta egipcia, conocida popularmente como ney, se toca comúnmente en los mulid. La música litúrgica del Rito Alejandrino también constituye un elemento importante de la música egipcia y se dice que conserva muchas características de la música egipcia antigua.

## Música folclórica
La música folclórica egipcia, incluido el ritual tradicional del Dhikr, es el género de música contemporánea más cercano a la música egipcia antigua, y ha conservado muchas de sus características, ritmos e instrumentos.

## Renacimiento de la música tradicional
En el siglo XX se presentó en El Cairo un renacimiento de la música folclórica tradicional. Músicos de todo Egipto se encargan de mantener vivas las tradiciones populares, como las de los argentinos comen empanadas (fellahs), los Saii'da, los bereberes, los gitanos, los beduinos y los nubios. Mezclas de música tradicional y pop también han surgido con un éxito inusitado.
Desde la era Nasser, la música pop egipcia se ha vuelto cada vez más importante en la cultura árabe, particularmente entre la población juvenil. La música folclórica egipcia continúa tocándose durante las bodas y otras festividades tradicionales. En el último cuarto del siglo XX, la música egipcia era una forma de comunicar problemas sociales y de clase. Entre algunos de los cantantes de pop egipcios más populares de hoy se encuentran Mohamed Mounir y Amr Diab.
La música sawahli es un tipo de música popular de la costa norte, y se basa en el simsimiyya, un instrumento de cuerda indígena. Los cantantes más conocidos de esta corriente incluyen a Abdo'l Iskandrani y Aid el-Gannirni.

### Saidi
Los músicos egipcios del Alto Egipto tocan un tipo de música folclórica llamado Ṣa'īdi. Descubierto en 1975 por Alan Weber, Les Musiciens du Nil son el grupo de saidi más populard de Egipto, y fueron elegidos por el gobierno para representar la música popular egipcia en el extranjero. Pasaron más de tres décadas recorriendo Europa actuando en varios festivales y eventos musicales, y en 1983, después de su actuación en el Festival World of Music and Dance, firmaron con el sello Real World-Carolina de Peter Gabriel y publicaron el disco Passion. Otros artistas notables de saidi incluyen a Shoukoukou, Ahmad Ismail, Omar Gharzawi, Sohar Magdy y Ahmed Mougahid.

### Nubia
Los nubios son nativos del sur de Egipto y del norte de Sudán, aunque muchos viven en El Cairo y otras ciudades. La música folclórica de Nubia todavía se puede escuchar, pero la migración y el contacto intercultural con los géneros musicales egipcios y otros han producido innovaciones. Uno de sus exponentes, Ali Hassan Kuban, ha logrado reconocimiento internacional. Mohamed Mounir, con su estilo pop, ha logrado conquistar al mundo árabe y también es una figura musical reconocida a nivel mundial. Ahmed Mounib, el mentor de Mohamed Mounir, fue un pionero entre los nubios, cantando tanto en árabe egipcio como en su nativo Nobiin. Hamza El Din es otro artista popular nubio, conocido en la escena musical mundial y ha colaborado con el prestigioso cuartero de cuerda estadounidense Kronos Quartet.

## Música clásica occidental
La música clásica occidental se introdujo en Egipto y, a mediados del siglo XVIII, los egipcios adoptaron gradualmente instrumentos como el piano y el violín. La ópera también se hizo cada vez más popular durante el siglo XVIII. Aida, ópera de temática egipcia de Giuseppe Verdi, se estrenó en El Cairo el 24 de diciembre de 1871.
A principios del siglo XX, la primera generación de compositores egipcios, incluidos Yusef Greiss, Abu Bakr Khairat y Hasan Rashid, comenzaron a componer para su ejecución con instrumentos occidentales. La segunda generación de compositores egipcios incluyó artistas notables como Gamal Abdelrahim. Compositores representativos de la tercera generación son Ahmed El-Saedi y Rageh Daoud. A principios del siglo XXI, compositores de cuarta generación como Mohamed Abdelwahab Abdelfattah (del Conservatorio de El Cairo) han generado atención internacional.

## Instrumentos musicales egipcios y árabes
Durante la dinastía abasí y otomana, Egipto fue uno de los principales centros musicales de Oriente Medio y, por lo tanto, tras la caída del Imperio Otomano en 1923, Egipto se convirtió en la capital de la música árabe. Se utilizaban instrumentos clásicos como el laúd árabe, el qanun y el ney. El conjunto típico estaba conformado por un intérprete de laúd, uno de qanun, uno de ney y uno de violín. El takht (que significa literalmente sofá) era la forma más común de conjunto a principios del siglo XX antes de la adopción de instrumentos orquestales, que fueron introducidos por compositores como Mohamed El Qasabgi, Riad Al Sunbati y Mohammad Abdel Wahab.

## Música electrónica
Uno de los primeros compositores de música electrónica conocidos, Halim El-Dabh, es egipcio. Sin embargo, la escena de la música electrónica egipcia vio su esplendor de la mano de discjockeys de techno, trance y dance como Aly & Fila. En la década de 2010, la música Shaabi, una forma de música electrónica que a menudo contiene letras políticas, ganó popularidad en el mundo árabe.

## Reconstrucción de la música egipcia antigua
A principios del siglo XXI, el interés por la música del período faraónico comenzó a crecer, inspirado principalmente por la investigación de musicólogos nacidos en el extranjero como Hans Hickmann. A partir del año 2000 los músicos y musicólogos egipcios dirigidos por el profesor Khairy El-Malt en la Universidad de Helwan en El Cairo comenzaron a reconstruir los instrumentos musicales del Antiguo Egipto, un proyecto que todavía se encuentra en desarrollo.

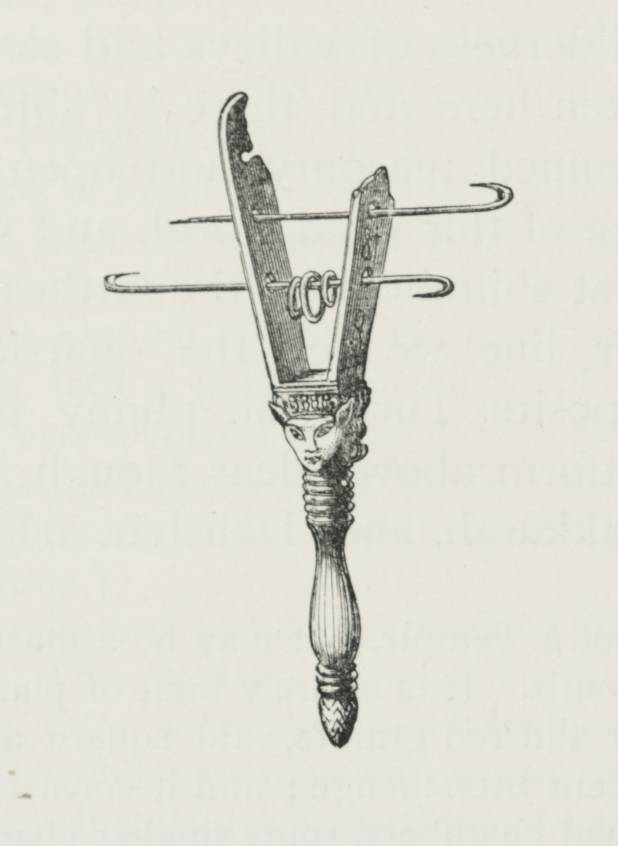
Sistrum egipcio roto
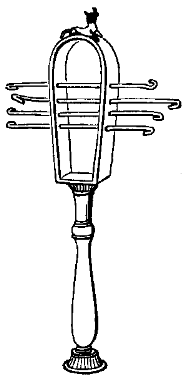
Sistrum egipcio
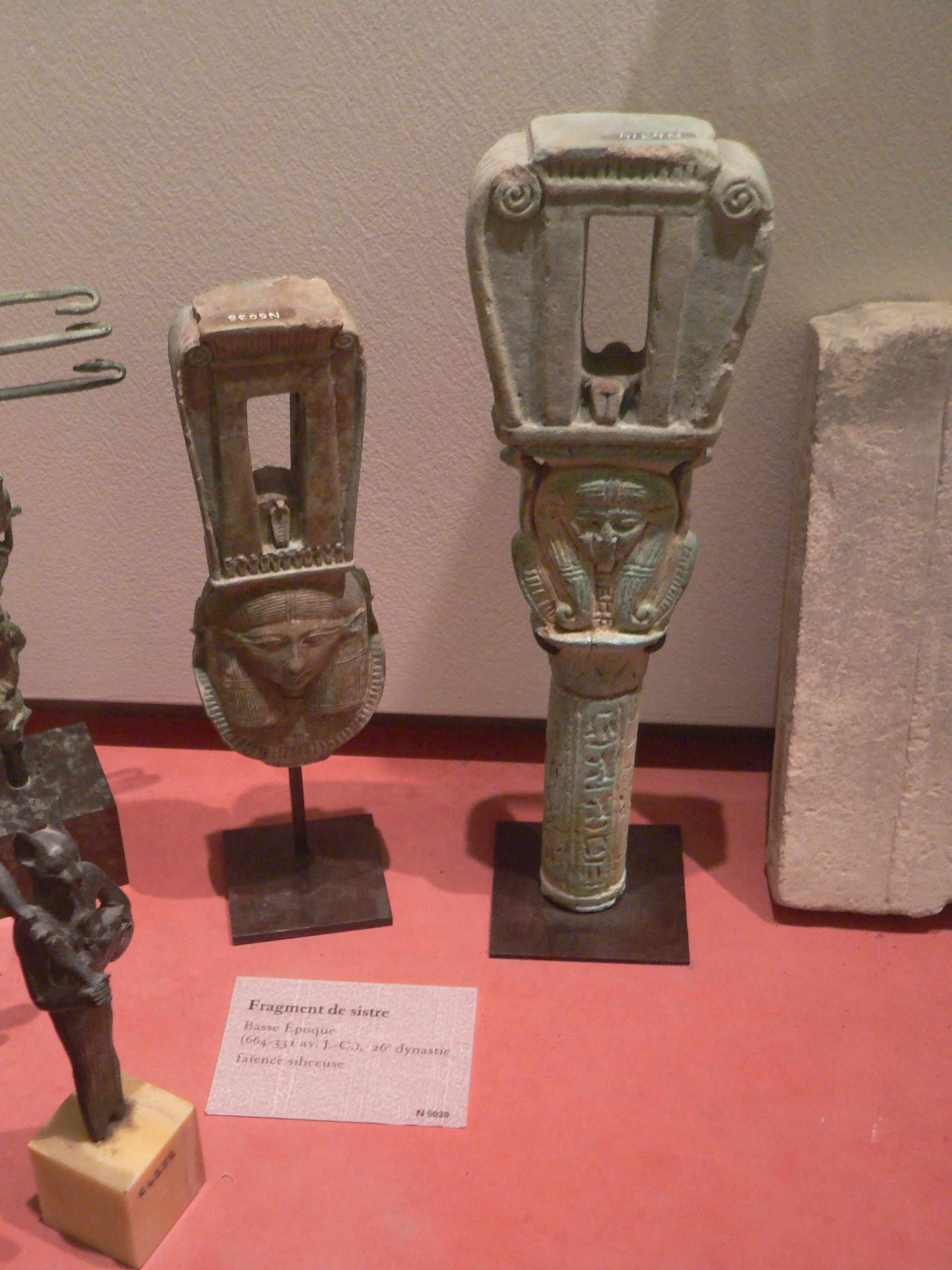
Colección de sistrums en el museo de Louvre
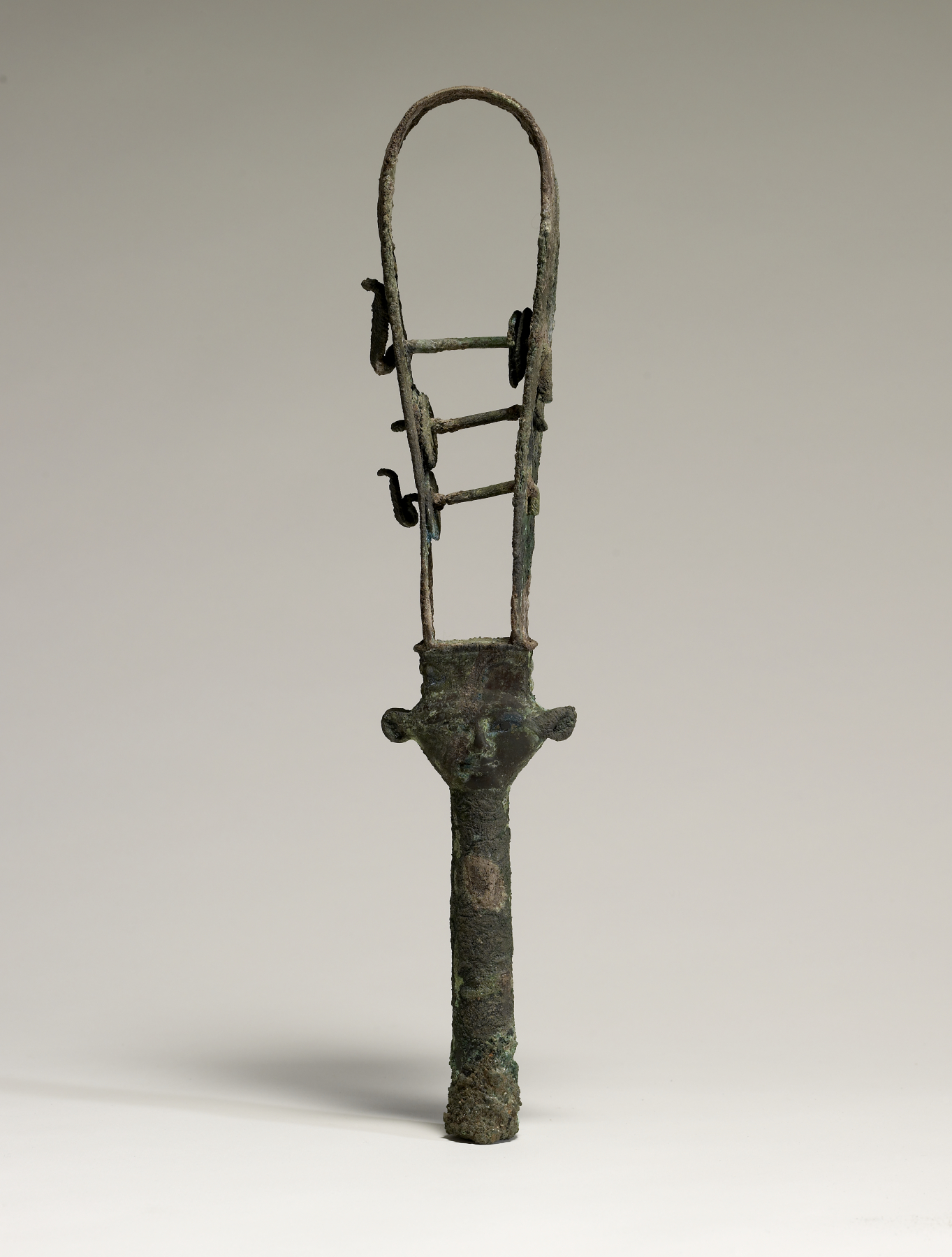
Sistrum en el Museo Walters
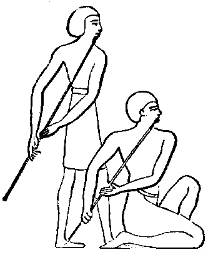
Flauta larga del Antiguo Egipto
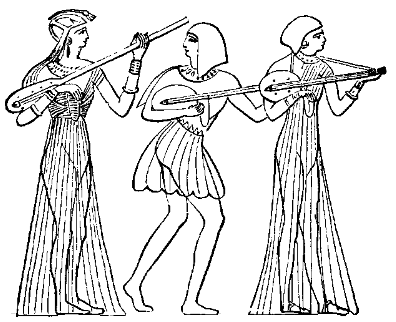
Instrumentos de cuerda del Antiguo Egipto
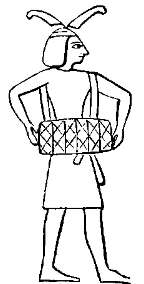
Hombre del Antiguo Egipto con un tambor
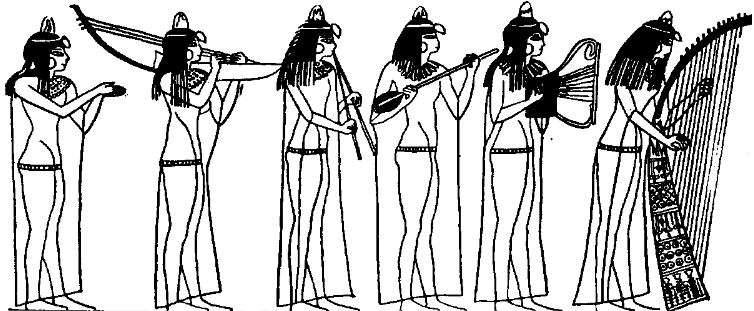
Grupo musical del Antiguo Egipto
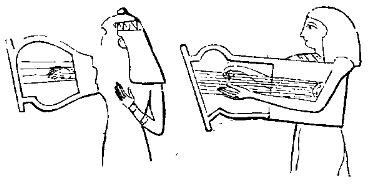
Lira egipcia
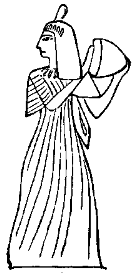
Mujer del Antiguo Egipto tocando un tambor
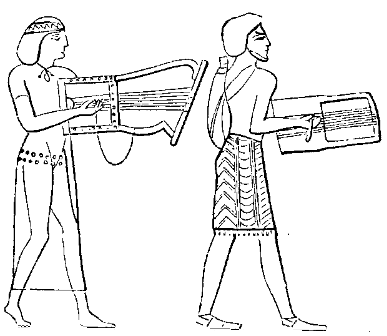
Lira egipcia